# CYP3A5
CYP3A5 (англ. Cytochrome P450 family 3 subfamily A member 5) – білок, який кодується однойменним геном, розташованим у людей на короткому плечі 7-ї хромосоми. Довжина поліпептидного ланцюга білка становить 502 амінокислот, а молекулярна маса — 57 109.
| 10         |  | 20         |  | 30         |  | 40         |  | 50         |
| ---------- |  | ---------- |  | ---------- |  | ---------- |  | ---------- |
| MDLIPNLAVE |  | TWLLLAVSLV |  | LLYLYGTRTH |  | GLFKRLGIPG |  | PTPLPLLGNV |
| LSYRQGLWKF |  | DTECYKKYGK |  | MWGTYEGQLP |  | VLAITDPDVI |  | RTVLVKECYS |
| VFTNRRSLGP |  | VGFMKSAISL |  | AEDEEWKRIR |  | SLLSPTFTSG |  | KLKEMFPIIA |
| QYGDVLVRNL |  | RREAEKGKPV |  | TLKDIFGAYS |  | MDVITGTSFG |  | VNIDSLNNPQ |
| DPFVESTKKF |  | LKFGFLDPLF |  | LSIILFPFLT |  | PVFEALNVSL |  | FPKDTINFLS |
| KSVNRMKKSR |  | LNDKQKHRLD |  | FLQLMIDSQN |  | SKETESHKAL |  | SDLELAAQSI |
| IFIFAGYETT |  | SSVLSFTLYE |  | LATHPDVQQK |  | LQKEIDAVLP |  | NKAPPTYDAV |
| VQMEYLDMVV |  | NETLRLFPVA |  | IRLERTCKKD |  | VEINGVFIPK |  | GSMVVIPTYA |
| LHHDPKYWTE |  | PEEFRPERFS |  | KKKDSIDPYI |  | YTPFGTGPRN |  | CIGMRFALMN |
| MKLALIRVLQ |  | NFSFKPCKET |  | QIPLKLDTQG |  | LLQPEKPIVL |  | KVDSRDGTLS |
| GE         |  |            |  |            |  |            |  |            |

A: Аланін

C: Цистеїн

D: Аспарагінова кислота

E: Глутамінова кислота

F: Фенілаланін

G: Гліцин

H: Гістидин

I: Ізолейцин

K: Лізин

L: Лейцин

M: Метіонін

N: Аспарагін

P: Пролін

Q: Глутамін

R: Аргінін

S: Серин

T: Треонін

V: Валін

W: Триптофан

Кодований геном білок за функцією належить до оксидоредуктаз. 
Задіяний у такому біологічному процесі, як альтернативний сплайсинг. 
Білок має сайт для зв'язування з іонами металів, іоном заліза, гемом. 
Локалізований у мембрані, ендоплазматичному ретикулумі, мікросомах.